# NGC 11

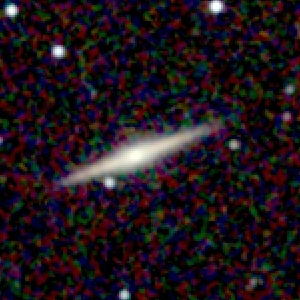
NGC 11 par 2MASS (proche-infrarouge)

NGC 11 est une galaxie spirale située dans la constellation d'Andromède. Elle a été découverte par l'astronome français Édouard Stephan en 1881.

## Caractéristiques
Sa vitesse par rapport est de 4 078 ± 30 km/s, ce qui correspond à une distance de Hubble de 60,2 ± 4,2 Mpc (∼196 millions d'al).
La classe de luminosité de NGC 11 est I et elle présente une large raie HI.
À ce jour, quatre mesures non basées sur le décalage vers le rouge (redshift) donnent une distance de 55,975 ± 6,051 Mpc (∼183 millions d'al), ce qui est à l'intérieur des valeurs de la distance de Hubble.